# Lagrein
Lagrein je odrůda červeného vína. Pochází z Jižního Tyrolska. Je příbuzná s odrůdami jako Syrah, Rulandské modré a Dureza.
Název odrůdy pochází podle údolí Lagarino, které se nachází severně od Verony a jižně od Trenta. Tato odrůda roste přibližně na 4000 kilometrech čtverečných.
Víno se podává mezi 16–18 °C.
Odrůda je vedena v Nařízení Komise 607/2009, kde je zmiňována pro svoji typickou vinnou láhev, která je označována jako „Bocksbeutel“ nebo „Cantil“.

## Historie odrůdy
Do 18. století je označení Lagrein pro odrůdu bílého víno tzv. Lagrein bianco. Červená odrůda je poprvé zmiňována v roce 1525 v dokumentech od Michaela Gaismara.
Od 90. let 20. století je výhradně červenou odrůdou. Průměrně se ho vyprodukuje 25 000 hektolitrů.

### Externí odkaz
- https://eur-lex.europa.eu/legal-content/CS/TXT/PDF/?uri=CELEX:02009R0607-20130701&from=MT